# Adelaide Herrmann

Adelaide Herrmann

Adelaide Herrmann (Londra, 11 agosto 1853 – New York, 19 febbraio 1932) è stata un'illusionista e attrice inglese.

## Biografia
Adelaide Herrmann, vero nome Adelaide Scarcez (scritto anche Scarsia), nasce nel 1853 a Londra. Suo padre, nativo del Belgio, ha aiutato ad allestire la Sala Egiziana presso la mostra Egyptian Hall di Piccadilly, Londra.
Nel corso della sua vita Herrmann divenne una famosa "maga" americana e artista di vaudeville e divenne nota come "la regina della magia". Era sposata con Alexander Herrmann, un altro mago.

### Carriera

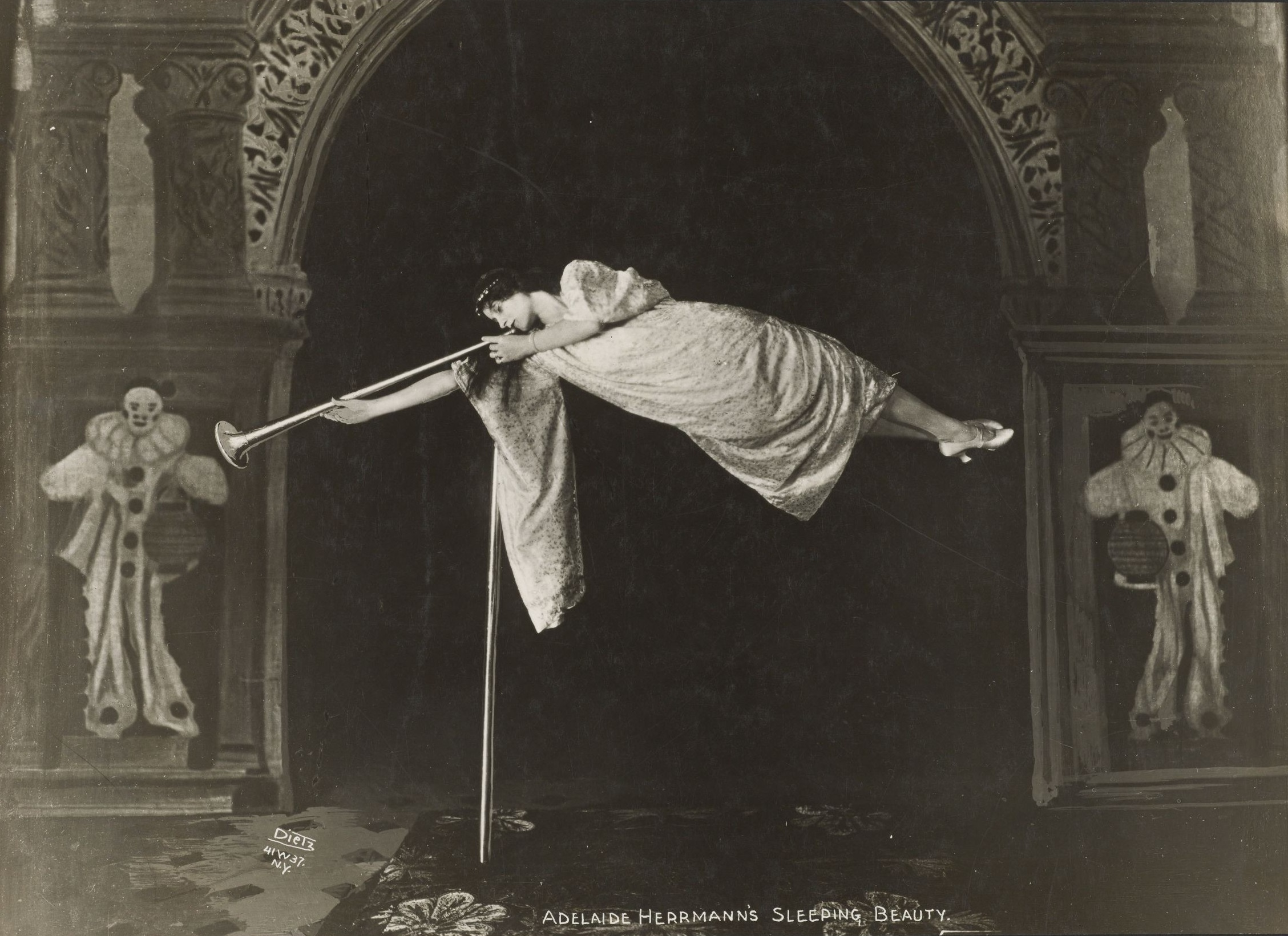
Una performance di Adelaide Herrmann al Harvard Theatre Collection

Herrmann andò a New York come ballerina per la compagnia Imre Kiralfy. Iniziò la sua "carriera magica" come assistente di suo marito, il mago Alexander Herrmann. Si sposarono nel 1875 al municipio dove il sindaco di New York, William H. Wickham, celebrò la loro cerimonia. Insieme, Alexander (noto nell'ambiente come "Professor Herrmann" o "Herrmann the Great") e Adelaide hanno intrattenuto il pubblico con una notevole varietà di trucchi magici, tra cui i trucchi di escapologia e il trucco del proiettile. Nel 1888 gli Herrmann presentarono uno spettacolo in cui rivelarono come la spiritista Ann O'Delia Diss Debar fosse una medium fraudolenta di fronte ai giornalisti.
Quando Alexander morì nel 1896, Herrmann continuò lo spettacolo e in seguito divenne una figura molto nota nel mondo dello spettacolo. Dopo la morte di Alexander, inizialmente lavorò con il suo nipote Leon Herrmann; ma uno scontro di personalità li portò a separarsi dopo tre stagioni di spettacoli. Herrmann è stata uno dei pochi illusionisti a eseguire il difficile trucco della "pallottola" e forse l'unico mago donna a eseguire il trucco in quel momento storico.
Durante la sua carriera arrivò ad avere una fama di livello internazionale, facendo tournée a Londra e Parigi per ballare e recitare il suo "magic act". Nel 1903 fece il suo debutto a Broadway al Circle Theatre. Si esibiva spesso in spettacoli di vaudeville e veniva spesso citata nel New York Times.
Herrmann ha continuato ad esibirsi fino a 70 anni (fino al 1926) quando un incendio a New York distrusse i suoi oggetti di scena e uccise alcuni dei suoi animali. Morì all'età di 79 anni e fu sepolta insieme al marito al Woodlawn Cemetery di New York.